# 1책 12법
1책 12법(一責十二法)은 부여의 법률이다. 

## 개요
남의 물건을 훔쳤을 때는 물건 값의 12배를 배상하도록 했다. 《삼국지》 위서 동이전에서 부여의 형벌이 매우 엄격하였다고 평하며, 4조목의 법에 대한 기록을 전하는데 그중 하나가 "도둑질을 하였을 때 12배를 갚아야 한다"(竊盜一責十二)는 것이다. 이를 통해 당시 부여에 사유재산제가 존재했음을 알 수 있으며, 고조선의 팔조금법과 유사한 응보주의 원리 역시 확인할 수 있다.
또한 고구려에도 유사한 법률이 있었다. 《신당서》 동이열전에는 "(고구려에서) 도둑질한 자는 열배로 갚아야 한다"(盜者十倍取償)라고 전하고 있으며, 같은 기록이 《주서》, 《수서》, 《북사》의 고구려전에도 전한다. 《구당서》 고구려전에는 열배 대신 열두배로 기록되어 있다.
한편 고구려와 함께 부여계 국가인 백제의 경우 《주서》와 《북사》에 "도둑질을 한 자는 귀양보내고 그 2배를 징수한다"고 하였으며 《삼국사기》에는 "관리로서 뇌물을 받거나 도둑질을 하면 3배를 배상"하도록 한 기록이 있는데, 이는 1책 12법은 아니지만 마찬가지로 절도에 대한 응보의 원리를 보여준다는 점에서 부여의 영향이 확인된다.

## 같이 보기
- 팔조금법